# Formosa do Sul
Formosa do Sul este un oraș în Santa Catarina (SC), Brazilia.